# Guarrate
Guarrate település Spanyolországban,  Zamora tartományban. Guarrate Fuentesaúco, Villamor de los Escuderos, Argujillo, San Miguel de la Ribera, Venialbo, El Pego, La Bóveda de Toro és Fuentelapeña községekkel határos. Lakosainak száma 314 fő (2024).

## Népesség
A település népessége az utóbbi években az alábbiak szerint változott:
| Lakosok száma | 366  | 369  | 368  | 354  | 369  | 347  | 334  | 327  | 315  | 314  |
|               | 2001 | 2004 | 2007 | 2009 | 2012 | 2014 | 2017 | 2019 | 2022 | 2024 |